# Being Flynn
Being Flynn ist ein US-amerikanisches Filmdrama von Paul Weitz aus dem Jahr 2012 mit Robert De Niro, Paul Dano und Julianne Moore in den Hauptrollen. Der Film beruht auf dem autobiografischen Roman Another Bullshit Night in Suck City von Nick Flynn.

## Handlung
Nick Flynn belastet es, seinen Vater Jonathan Flynn nach dessen langer Abwesenheit überraschend wiederzusehen, da er gerade in Denise eine neue Freundin gefunden hat, und noch um seine Mutter, Jody Flynn, trauert. Jonathan war Taxifahrer und träumte von einem Erfolg als Dichter.
Jonathan verlässt zur Zeit sein Lebensglück, er rutscht in die Arbeits- und Obdachlosigkeit ab und bittet Nick das erste Mal um Hilfe.
Kurze Zeit später erscheint er in dem Obdachlosenasyl, in dem Nick und Denise arbeiten.
Der Stress mit seinem Vater, dessen aggressive und selbstherrliche Art, führen dazu, dass Nick anfängt zu trinken und Drogen zu nehmen. Daraufhin trennt sich seine Freundin und Arbeitskollegin Denise von ihm. Als Konsequenz für sein Verhalten wird Jonathan aus dem Obdachlosenasyl ausgeschlossen und schlägt sich auf der Straße herum. Nick plagt sein Gewissen, dass es seinem Vater schlecht geht, lässt ihn auf New Yorks Straßen suchen und nimmt ihn für kurze Zeit in seiner Wohnung auf.
In Rückblenden erfährt man, dass Jonathan als junger Familienvater wegen Scheckbetrugs im Gefängnis saß und Nick bei den zahlreich wechselnden Liebhabern seiner Mutter ohne eine vollwertige Vaterfigur aufwuchs. Eines Tages nahm sich Nicks Mutter das Leben, was Nick auf die Lektüre seiner Schreibversuche durch die Mutter zurückführte. Im Gespräch mit Jonathan bekräftigt dieser, dass seiner Meinung nach Worte nie die Kraft hätten, Menschen in den Selbstmord zu treiben und befreit Nick so von seinen Vorwürfen.
Nick kündigt darauf im Obdachlosenasyl und nimmt ein Literaturstudium auf, Jonathan kommt durch glückliche Umstände wieder zu einer Wohnung. Am Ende des Films stellt Nick Jonathan, der sich oft rassistisch und homophob äußerte, seine farbige Ehefrau und die gemeinsame Tochter vor.

## Hintergrund
An der Realisierung von Being Flynn waren die Filmproduktionsgesellschaften Focus Features, Depth of Field, Corduroy Films und Tribeca Productions beteiligt.
Der US-amerikanische Kinostart des Films erfolgte am 2. März 2012. In den deutschen Kinos war er bisher noch nicht zu sehen.

## Rezeption
Auf der Website Rotten Tomatoes erreichte der Film bei 51 Prozent der Rezensenten eine positive Bewertung.